# Nadia Sharmeen
Nadia Sharmeen (en bengalí: নাদিয়া শারমীন) és una reportera judicial de Bangladesh. L'any 2015, el Departament d'Estat dels EUA li va atorgar el Premi Internacional Dona Coratge.

## Biografia
Nadia Sharmeen és periodista de formació. L'any 2009, s'integra en el servei de premsa de Bangladesh i segueix l'actualitat criminal. El 6 d'abril de 2013 a Motijheel Thana, cobreix per Ekushey Television una manifestació concentrada per una coalició d'organitzacions fonamentalistes, Hefazat-a-Islam, que exigeix entre altres coses, restriccions a la presència d'homes i dones en el mateix lloc, el càstig als ateus, el vel obligatori en les dones però també altres reivindicacions basades en la religió. Va ser abatuda per un grup de 50 a 60 homes i va ser seriosament ferida. El seu ocupador va negar haver-la enviat a la manifestació, evitant assumir les despeses mèdiques i la van forçar finalment a dimitir. Nadia Sharmeen estava convençuda d'haver estat atacada pel fet de ser una dona.
Després de la seva recuperació, Nadia Sharmeen, va seguir la seva activitat de periodista, en una empresa diferent: va treballar a partir de llavors a Ekattor TV. L'any 2014, la seva història va ser recuperada en el marc de la campanya mundial One Billion Rising per la Justícia, per les activistes que desitjaven incitar al govern de Bangladesh a treballar per la salvaguarda de la convenció sobre l'eliminació de totes les formes de discriminació contra la dona.
El 6 de març de 2015, va rebre del Departament d'Estat dels Estats Units el Premi Internacional Dona Coratge.